# Acroxena
Acroxena là một chi bọ cánh cứng trong họ Chrysomelidae.
Chi này được Baly miêu tả khoa học năm 1879.

## Các loài
Các loài trong chi này gồm:
- Acroxena clypeata (Baly, 1888)
- Acroxena femoralis Kimoto, 1989
- Acroxena formosana (Chujo, 1963)
- Acroxena fulva Kimoto, 1989
- Acroxena indica (Jacoby, 1896)
- Acroxena martensi Medvedev, 1990
- Acroxena nasuta Baly, 1879
- Acroxena nigricornis Medvedev, 1992
- Acroxena paradoxa Laboissiere, 1936
- Acroxena samoderzhenkovi Medvedev, 1992
- Acroxena shirozui Kimoto, 1969